# Carolina Stutchbury
Carolina Stutchbury (23 de octubre de 2005) es una deportista británica que compite en esgrima, especialista en la modalidad de florete. Ganó dos medallas en el Campeonato Europeo de Esgrima, en los años 2024 y 2025, ambas en la prueba individual.

## Palmarés internacional
| Campeonato Europeo | Campeonato Europeo | Campeonato Europeo | Campeonato Europeo |
| Año                | Lugar              | Medalla            | Prueba             |
| ------------------ | ------------------ | ------------------ | ------------------ |
| 2024               | Basilea (Suiza)    | Medalla de bronce  | Florete individual |
| 2025               | Génova (Italia)    | Medalla de plata   | Florete individual |